# مریدیان (کلرادو)
مریدیان (به انگلیسی: Meridian) یک منطقهٔ مسکونی در ایالات متحده آمریکا است که در شهرستان داگلاس، کلرادو واقع شده‌است. مریدیان ۲٫۳ کیلومتر مربع مساحت و ۲٬۹۷۰ نفر جمعیت دارد و ۱٬۷۹۵ متر بالاتر از سطح دریا واقع شده‌است.